# Merdrignac
Merdrignac is een gemeente in het Franse departement Côtes-d'Armor in de regio Bretagne. De plaats maakt deel uit van het arrondissement Dinan. Merdrignac telde op 1 januari 2022 3.140 inwoners. Op 1 januari 2025 werd de gemeente uitgebreid met de per die datum opgeheven gemeente Saint-Launeuc.

## Geografie
De oppervlakte van Merdrignac bedroeg op 1 januari 2022 68,70 vierkante kilometer; de bevolkingsdichtheid was toen 45,7 inwoners per km².
De onderstaande kaart toont de ligging van Merdrignac met de belangrijkste infrastructuur en aangrenzende gemeenten.

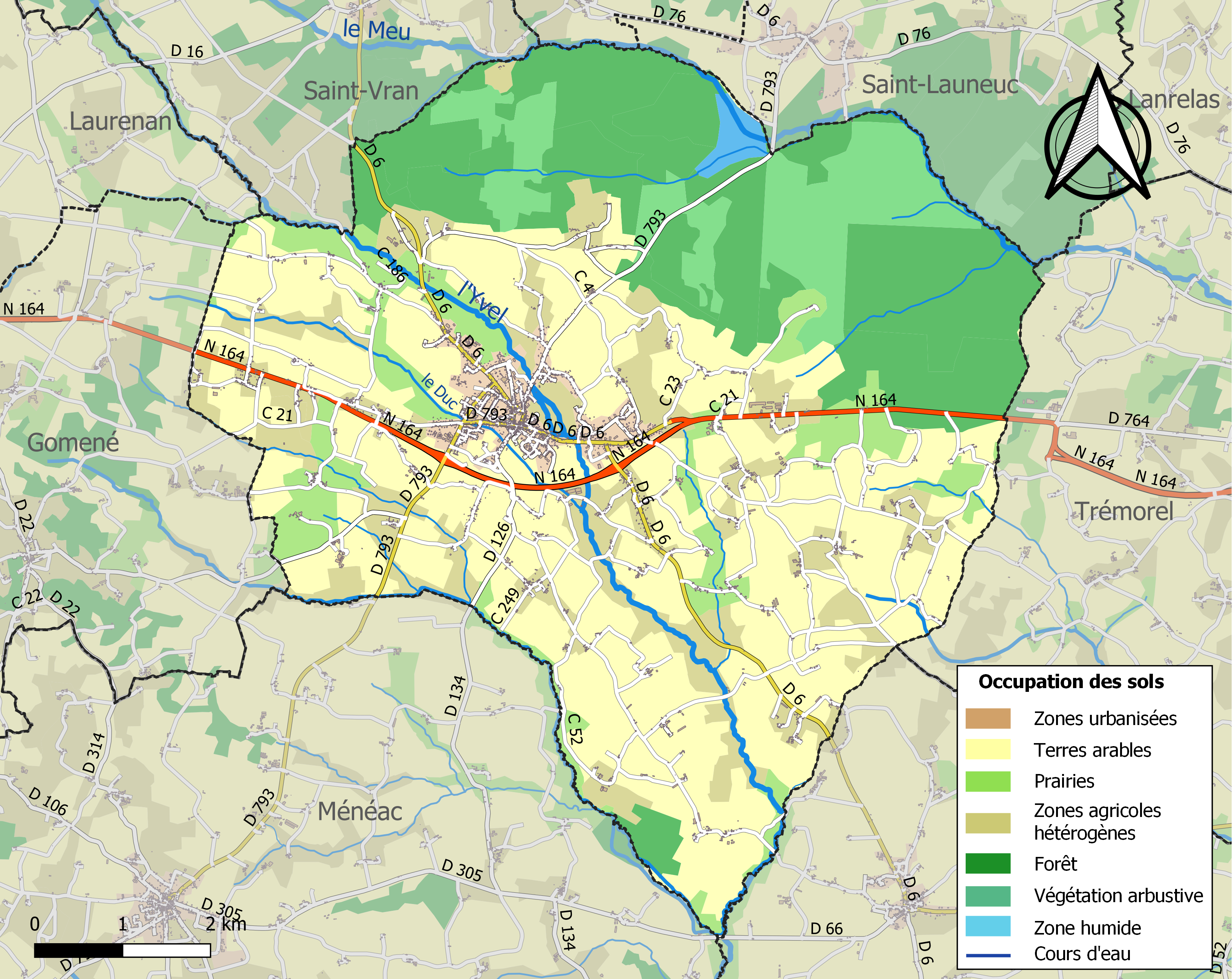

## Demografie
Onderstaande figuur toont het verloop van het inwonertal.